# Rob Zettler
Rob Zettler (* 8. März 1968 in Sept-Îles, Québec) ist ein ehemaliger kanadischer Eishockeyspieler und derzeitiger -trainer, der im Verlauf seiner aktiven Karriere zwischen 1984 und 2002 unter anderem 583 Spiele für die Minnesota North Stars, San Jose Sharks, Philadelphia Flyers, Toronto Maple Leafs, Nashville Predators und Washington Capitals in der National Hockey League (NHL) auf der Position des Verteidigers bestritten hat. Darüber hinaus absolvierte er weitere 310 Spiele in der International Hockey League und American Hockey League. Seit Dezember 2020 ist Zettler als Assistenztrainer bei den Tampa Bay Lightning in der NHL tätig.

## Karriere
Zettler begann mit dem Eishockey im Alter von vier Jahren in seiner Heimatstadt. Es folgte von 1984 bis 1988 eine erfolgreiche Juniorenzeit bei den Sault Ste. Marie Greyhounds in der Ontario Hockey League. Während seiner Zeit in der OHL konnte der Kanadier mit den Greyhounds einmal den J. Ross Robertson Cup gewinnen und das Endturnier um den Memorial Cup erreichen. Schließlich wurde er im NHL Entry Draft 1986 in der dritten Runde an 55. Position von den Minnesota North Stars ausgewählt.
Bereits in der Saison 1987/88 bestritt Zettler seine ersten Spiele für das damalige Farmteam der North Stars, den Kalamazoo Wings, in der International Hockey League (IHL). In der Saison 1988/89 lief der Verteidiger dann erstmals in der NHL für Minnesota auf, spielte aber bis einschließlich der Saison 1990/91 auch immer wieder in Kalamazoo für das Farmteam. Durch den NHL Dispersal Draft 1991 bedingt, musste Zettler zu den San Jose Sharks wechseln. In den folgenden drei Spielzeiten entwickelte sich Zettler zu einer festen Größe im Defensivverband des neu geschaffenen Teams, wurde aber im Verlauf der Saison 1993/94 im Austausch für Wjatschelsaw Buzajew zu den Philadelphia Flyers abgegeben. Dort spielte Zettler bis zum Ende der Saison 1995/96. Es folgte der Transfer zu den Toronto Maple Leafs in seine kanadische Heimat, wo er bis 1998 spielte. Danach wählten ihn die Nashville Predators im NHL Expansion Draft 1998 aus. Nach nur einer Saison dort, unterzeichnete er als Free Agent einen Vertrag bei den Washington Capitals, wo er unter Cheftrainer Ron Wilson spielte. Nachdem Zettler in der Saison 1999/00 lange wegen einer Kopfverletzung gefehlt hatte, konnte er nicht mehr an seine vorherigen Leistungen anknüpfen und spielte in den folgenden Spieljahren oft in der American Hockey League bei den Portland Pirates, dem Farmteam der Capitals. Neben seiner Tätigkeit als Spieler arbeitete er dort als Unterstützer der Talente des Teams, um sie auf eine NHL-Karriere vorzubereiten.
Nach Ende der Saison 2001/02 beendete Zettler am 27. August 2002 seine Karriere. Am 6. Dezember 2002 wurde er durch den neuen Cheftrainer der San Jose Sharks Ron Wilson zum Assistenztrainer des Team ernannt. Dort arbeitete er bis 2008 vor allem mit den Verteidigern der Mannschaft zusammen, ehe Ron Wilson am Saisonende entlassen wurde. Nachdem Wilson wenig später den Cheftrainerposten der Toronto Maple Leafs angenommen hatte und Zettler zunächst in der Organisation der Sharks verblieben war, verpflichteten die Maple Leafs ihn im Juli 2008. Diese Position hatte der Kanadier vier Spielzeiten inne, ehe er im Sommer 2012 von den Syracuse Crunch in derselben Funktion engagiert wurde. Nachdem Jon Cooper im März 2013 das NHL-Team der Tampa Bay Lightning übernommen hatte, wurde Zettler bei den Syracuse Crunch zum Cheftrainer befördert. Diese Position hatte er bis zum Ende der Saison 2015/16 inne. Im Juli 2017 kehrte er schließlich zu den San Jose Sharks zurück, die ihn als Assistenztrainer von Peter DeBoer engagierten. Dort wurde er nach weiteren zwei Jahren nach der Spielzeit 2018/19 durch Bob Boughner ersetzt. In der Folge wurde er im Dezember 2020 als neuer Assistenztrainer der Tampa Bay Lightning angestellt.
Gemeinsam mit Tim Hunter erhielt er als erster professioneller Sporttrainer ein Zertifikat der Positive Coaching Alliance, einer Organisation, die sich um Sport als charakterbildende Maßnahme kümmert. Zudem gründete Zettler die Zettler Pro Hockey Camps, ein einwöchiges Eishockeytraining für acht- bis elfjährige Kinder in South Lake Tahoe.

## Erfolge und Auszeichnungen
- 1985 J. Ross-Robertson-Cup-Gewinn mit den Sault Ste. Marie Greyhounds

## Karrierestatistik
(Legende zur Spielerstatistik: Sp oder GP = absolvierte Spiele; T oder G = erzielte Tore; V oder A = erzielte Assists; Pkt oder Pts = erzielte Scorerpunkte; SM oder PIM = erhaltene Strafminuten; +/− = Plus/Minus-Bilanz; PP = erzielte Überzahltore; SH = erzielte Unterzahltore; GW = erzielte Siegtore; 1 Play-downs/Relegation; Kursiv: Statistik nicht vollständig)